# Babak Saed
Babak Saed (* 1965 in Maschhad, Iran) ist ein Installations-, Medien- und Konzeptkünstler. Er lebt und arbeitet in Bonn.
Im Jahr 1994 schloss er sein Studium der Volkswirtschaftslehre als Diplom-Volkswirt ab. Seine Künstlerlaufbahn startete 1998, als er eine Installation und Performance mit dem „Büro für Video und Installationen im öffentlichen Raum“ realisierte. Seit 2004 nahm er mehrfach an Wettbewerben teil, vor allem aus dem Bereich Kunst am Bau. Einige dieser Wettbewerbe konnte er für sich entscheiden und die Konzepte realisieren.
Für sein Video Innerer Monolog eines Stotterers erhielt er im Jahr 2000 den Kunstpreis der Stadt Bonn.

## Wirken
„Sein künstlerisches Handwerkszeug ist die Sprache, die er in ungewohnten Zusammenhängen ungewöhnlich installiert.“

„Mit der Darstellungsform meiner Sprache, die auf Interpunktion und Leerzeichen verzichtet und nur aus Großbuchstaben besteht, beabsichtige ich eine besondere Aufmerksamkeit für das Geschriebene. Diese WORT-AN-WORT-Sprache gleicht einer Hybridsprache, die man zwar versteht, einem doch unverständlich bleibt. Sie will individuell gelesen werden; sie verlangt eine persönliche Stellungnahme, eine kritische Auseinandersetzung – ein unbeteiligtes Lesen ist ausgeschlossen.“

„Saeds Medium ist die deutsche Sprache, die Sprache seines Gastlandes, die er im Alter von 14 Jahren neu erlernt hat.“

## Installationen
- 1998: Eine Liebe in 20 Sätzen, temporäre Installation im Arkadenhof der Universität Bonn
- 1998: Geschichten und ein Glas Tee,  Installation und Rezitation auf dem Weg zum und im Meditationsforum des Kreuzbergs in Bonn
- 1998: EINLADUNGANALLE, temporäre Installation am Remigiusplatz in Bonn-Zentrum
- 1999: Bibliothek der Angst, „Installation für ein Zimmer“
- 1999: Silentium, temporäre Installation und Performance im Kunsthistorischen Institut der Universität Bonn, zusammen mit dem Architekten Rusbeh Badie
- 2000: Grenzen-los?, temporäre Installation im Foyer des Alten Rathauses Potsdam
- 2000: Innerer Monolog eines Stotterers, Kurzfilm
- 2000: Zwischen Himmel und unten, temporäre Installation und Video, Akademisches Kunstmuseum in Bonn
- 2001: Reinigen Sie gründlich, temporäre Installation im Kunstmuseum Bonn
- 2002: MEINEANGSTBLEIBTDIREINGEHEIMNIS, temporäre Installation im Beichtstuhl der Namen-Jesu-Kirche in Bonn
- 2002: AUFMICHHOERTJAKEINER, 500 Großplakate (250 × 350 cm) in den Städten Köln, Bonn, Düsseldorf und Bergisch Gladbach sowie auf der KUNSTKÖLN anlässlich der KUNSTKÖLN 2002
- 2003: AUSSENSANIERUNG, temporäre Installation an der Lutherkirche und über die Reuterstraße in der Bonner Südstadt
- 2003: Das hier ist meiiiiiin Zirkuus, Installation im Museum Modern Art Hünfeld
- 2003: Nichts ist einfach – gar nichts, Installation für den Künstlerverein Malkasten in Düsseldorf
- 2003–2012: Deutlicher will ich es Dir noch nicht sagen., „Schimpffilm“
- 2004: auf und ab, Aktion und Installation im Narva-Turm in Berlin
- 2004: JENSEITSVON, permanente Installation, Otto-Kühne-Schule, Bonn
- 2004: Bleiben Sie bitte hier – bei mir, Installation für die Konzernzentrale der GEA AG in Bochum
- 2004: Du bist und Du bist, permanente Installation in der Lutherkirche, Bonn[5]
- 2004: Ich und der Hahn, Kunst am Bau, audiovisuelle Installation im Außenbereich des Schürmann-Baus[6]
- 2006: Strafarbeit für Wuppertal, Installation an der Husumer Treppe in Wuppertal[7]
- 2006: NICHT und GENAU, Kunst am Bau, Fachhochschule Bonn-Rhein-Sieg in Sankt Augustin
- 2007: catwalk, Aktion und Installation in der St.-Helena-Kapelle, Bonn
- 2007: Ich heiße Joe, Installation im Künstlerhaus Dortmund
- 2007: After Babel, temporäre Installation an und in der Akademie der Künste in Berlin
- 2008: KURZDRAUSSEN, temporäre audiovisuelle Installation in der Evangelischen Kirche in Winningen
- 2008: Schräg gegenüber Museum Koenig, temporäre Installation an der Adenauerallee in Bonn, Höhe Museum Koenig
- 2009: WOHIN–HIER, permanente Installation im Verwaltungsgebäude der Zweirad-Einkaufs-Genossenschaft, Köln
- 2009: GEHORCHEKEINEM, Kunst am Bau, Universitäts- und Landesbibliothek Münster
- 2012: HANDINHAND, permanente Installation in der Palliativeinheit Johanniter-Krankenhaus Bonn
- 2014: ICHERINNEREMICH–NICHT, permanente Lichtinstallation im Stadtmuseum Siegburg
- 2016: Auf Treu und Glauben, Kunst am Bau, Vorstandsetage der Sparkasse UnnaKamen, Unna

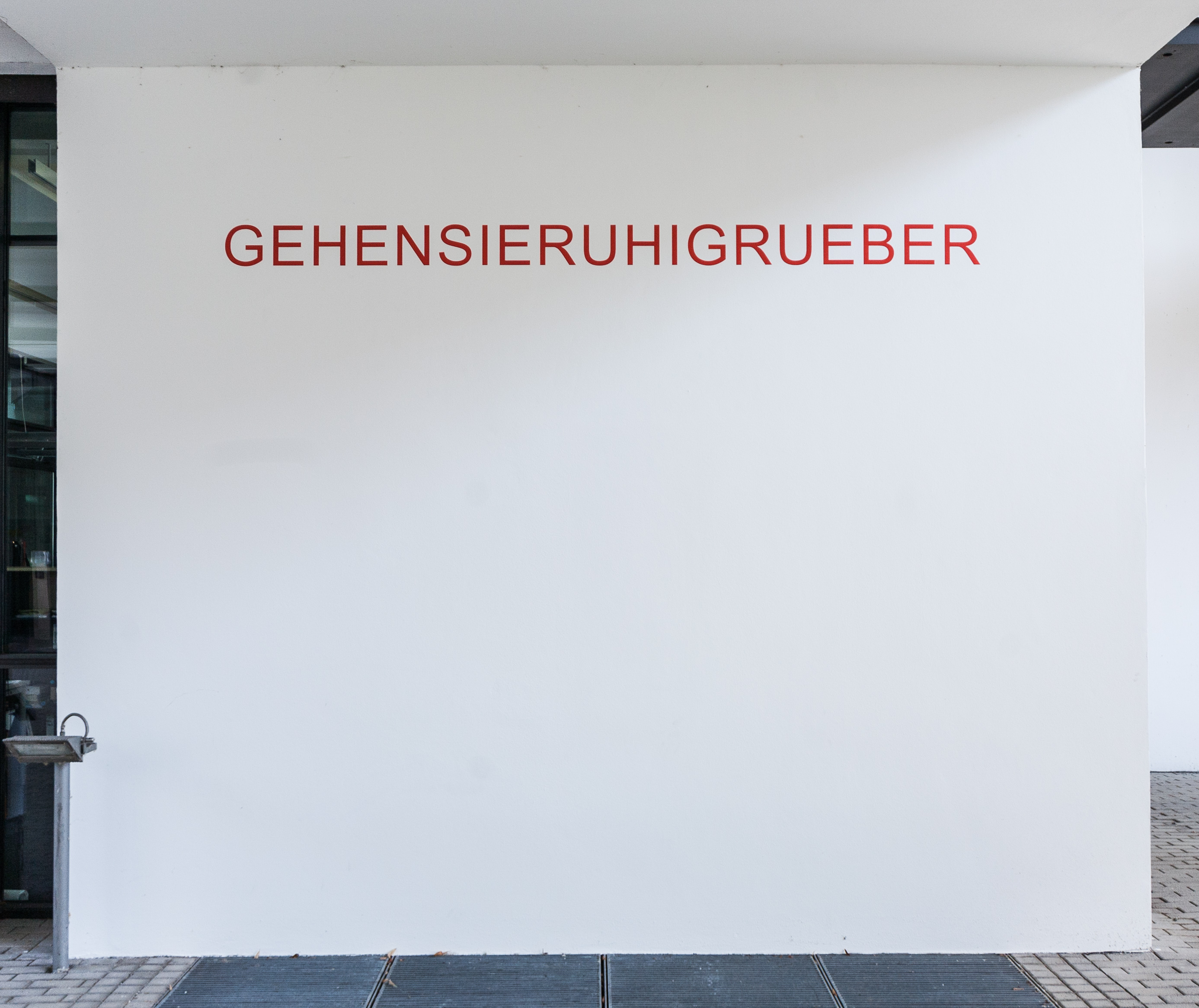
Ich und der Hahn, GEHENSIERUHIGRUEBER
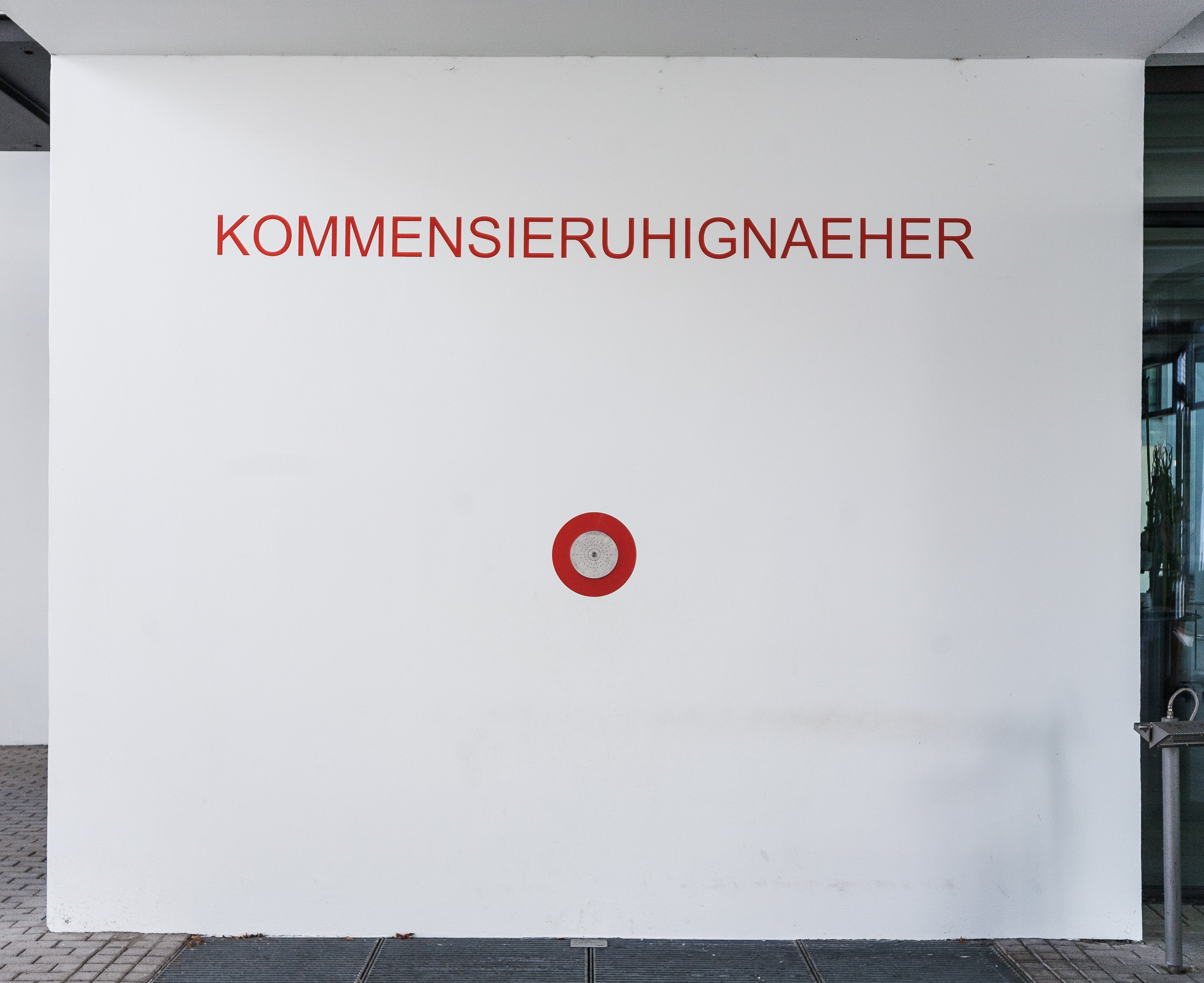
Ich und der Hahn, KOMMENSIERUHIGNAEHER

## Wandarbeiten
Saed arbeitet bei seinen Wandarbeiten mit den Medien Licht (Neon, LED), Acrylglas, Stahl, Titan, Teppich und Stickerei. Die Werke erstellt er in Kleinauflagen, oft sind es drei Exemplare.

## Bildbände
- AUFMICHHOERTJAKEINER. 500 Großplakate in Düsseldorf, Köln, Bonn und Bergisch Gladbach anläßlich der Kunstköln 2002. Weidle Verlag, Bonn 2003, ISBN 3-931135-70-5.
- mit Stephan Geiger, Dieter Ronte: Entschuldigensie. Druck & Verlag Kettler, Bönen 2008, ISBN 978-3-941100-31-2.
- Auchwortehaltennichtwassieversprechen. Hrsg.: Wendelin Renn. Städtische Galerie Villingen-Schwenningen, Villingen-Schwenningen 2011, ISBN 978-3-939423-32-4.
- mit Gundula Caspary: gehorche keinem. Hrsg.: Stadtmuseum Siegburg. Druck & Verlag Kettler, Bönen 2014, ISBN 978-3-86206-342-0.